# Świątynia Apollina w Melite
Świątynia Apollina (malt. Tempju t'Apollo, ang. Temple of Apollo) – rzymska świątynia w antycznym mieście Melite, współcześnie Mdina na Malcie. Była poświęcona Apollinowi, bogowi słońca. Świątynia zbudowana została w II wieku n.e., górowała ona nad półokrągłym teatrem. Ruiny budowli odsłonięte zostały w XVIII wieku, wiele architektonicznych fragmentów zniknęło wtedy w prywatnych kolekcjach, lub zostało przerobionych na nowoczesne rzeźby. Część krepidomy świątyni, odkryta w roku 2002, wciąż istnieje.

## Historia i architektura świątyni
Świątynia boga Apollo mogła być zbudowana na miejscu wcześniejszej punickiej budowli sakralnej. Uważa się, że postawiona została w II wieku n.e., inskrypcja wymieniająca prywatnego darczyńcę, który zapłacił za budowę części świątyni, została odkryta w roku 1747.
Konstrukcja zbudowana została z marmuru, posiadała portyk z czterema kolumnami w stylu jońskim wznoszącymi się na podium. Całość górowała nad półkolistym teatrem. Na architekturę świątyni miały wpływ budowle kartagiańskie, jak również zaczerpnęła ona ze stylu popularnego w rzymskiej Afryce północnej.

## Pozostałości

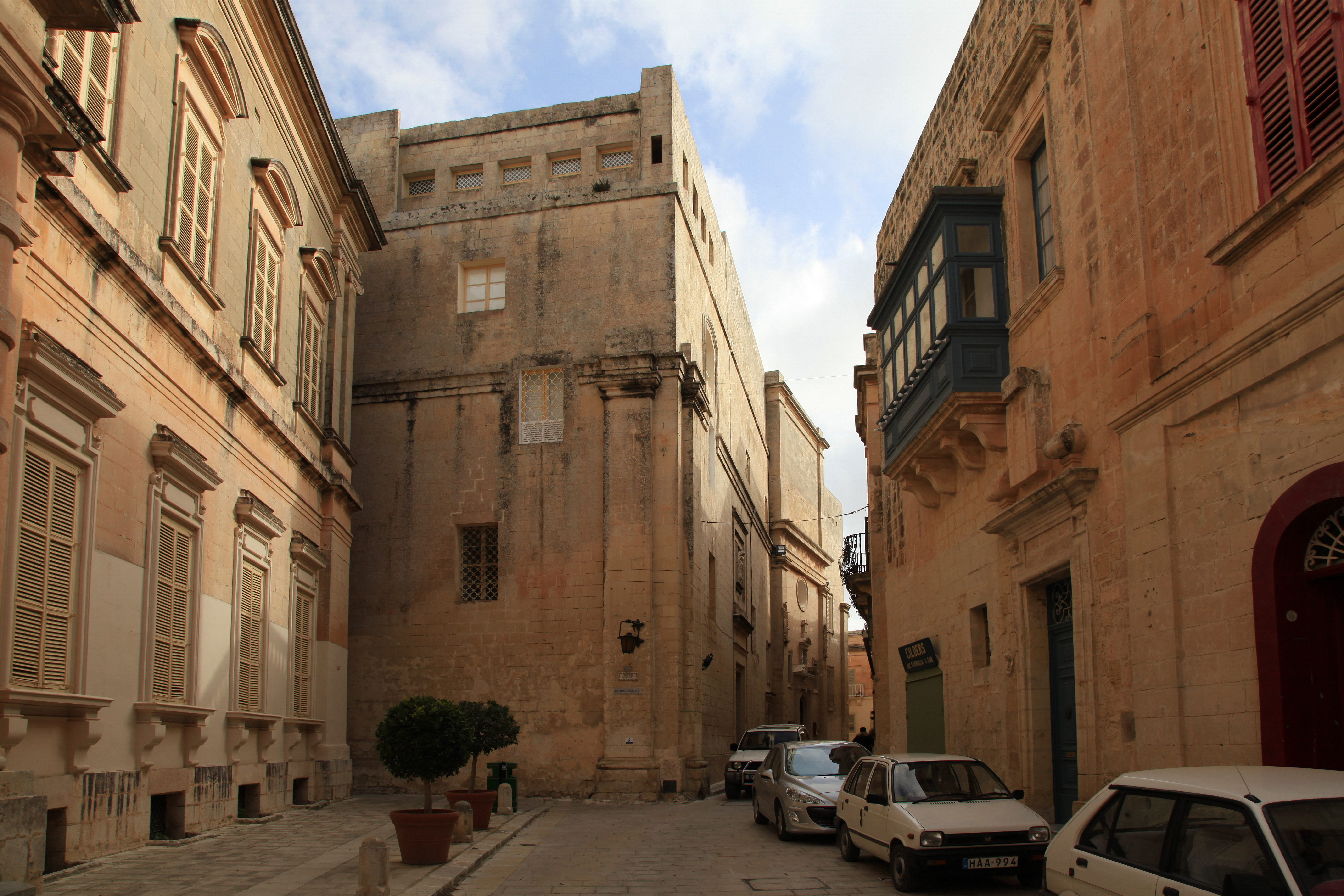
Niektóre pozostałości świątyni przetrwały pod nawierzchnią Triq Villegaignon

Część pozostałości świątyni odkopanych zostało w roku 1710; odkryte marmurowe bloki budowli zostały wzięte przerobione na ołtarze i elementy dekoracyjne szeregu domów i kościołów, w tym katedry św. Pawła w Mdinie, groty św. Pawła w Rabacie oraz kościoła Franciszkanów i kościoła Dusz Wszystkich w Valletcie.
Więcej ruin świątyni oraz pobliskiego teatru odkrytych zostało obok klasztoru św. Piotra w Mdinie w roku 1747. Pozostałości te zawierały marmurowe filary, kapitele, gzymsy i całe bloki, jak też inskrypcję na temat budowy świątyni. Inna inskrypcja notująca budowę świątyni znaleziona została w pobliżu tego samego klasztoru w roku 1868, i chociaż imię bóstwa, któremu poświęcona była ta świątynia nie zachowało się, jest możliwe, że pochodzi ze świątyni Apollina.
W przewodniku A hand book, or guide, for strangers visiting Malta, napisanym przez Thomasa MacGilla w roku 1839 nadmienione jest, że „żadne pozostałości [świątyni] nie są teraz widoczne”. Archeolog Antonio Annetto Caruana, pisząc w roku 1882, zanotował, że niektóre z pozostałości odkrytych w latach 1710 oraz 1747 znajdowały się w prywatnych kolekcjach, m.in. Sant Fourniera.
W marcu 2002 roku, podczas robót publicznych na Triq Villegaignon, odkryty został mur tworzący część świątynnej krepidomy. Został on sukcesywnie odsłaniany przez Archaeology Services Cooperative.

## Literatura
- Katya Stroud Excavations at Mdina - 2001 (str. 10)